# Republik Krakau

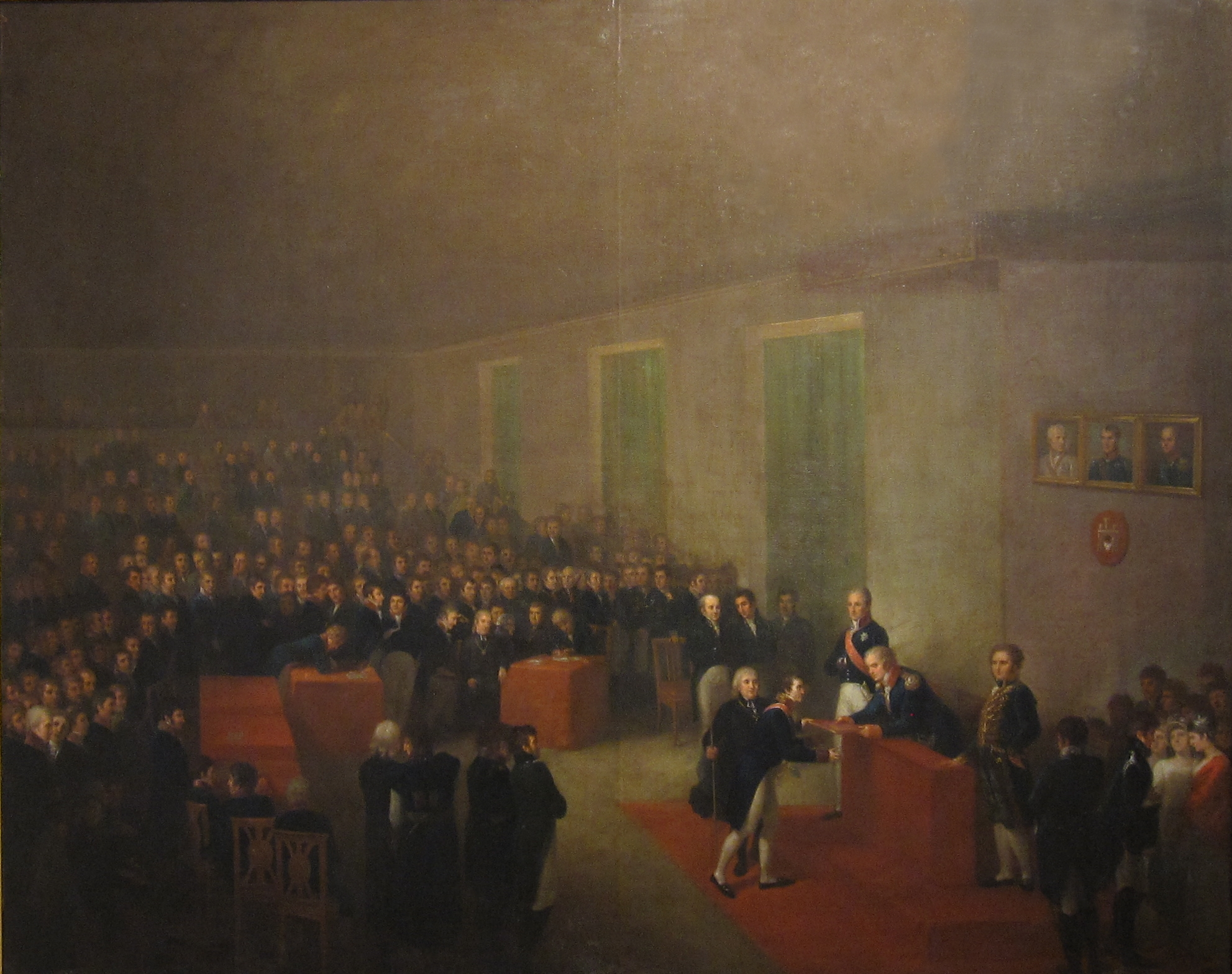
Verleihung der Verfassung der Republik Krakau im Jahre 1815 (Gemälde von Józef Brodowski)

Die Republik Krakau (polnisch Rzeczpospolita Krakowska) oder auch Freie Stadt Krakau (polnisch Wolne Miasto Kraków), in der Langform auch Freie,  Unabhängige  und Streng  Neutrale  Stadt  Krakau  mit  Bezirk (polnisch Wolne, Niepodległe i Ściśle Neutralne Miasto Kraków z Okręgiem), war ein durch den Wiener Kongress 1815 geschaffener polnischer Stadtstaat mit der Hauptstadt Krakau, der bis 1846 unter dem gemeinsamen Protektorat seiner Nachbarn Russland, Preußen und Österreich existierte.

## Geschichte
Diese drei Staaten hatten in den Teilungen Polens die Adelsrepublik Polen-Litauen unter sich aufgeteilt, wobei Krakau 1795 an Österreich gefallen war. Durch den Frieden von Schönbrunn kam es 1809 an das von Napoleon Bonaparte errichtete Herzogtum Warschau. Auf dem Wiener Kongress teilten 1815 Preußen und Russland das Herzogtum bis auf einen kleinen Rest unter sich auf, nämlich die Freie Stadt Krakau durch Vertrag vom 3. Mai 1815. Ihr Gebiet bestand aus der Stadt Krakau und deren Umgebung (den drei Kleinstädten Chrzanów, Trzebinia und Nowa Góra sowie 224 Dörfern) und hatte 1815 etwa 95.000 Einwohner auf 1164 km². Mit dem Vertrag von 1815 erhielt Krakau zugleich eine Verfassung. Die nach Zensuswahlrecht gewählte Abgeordnetenversammlung, die jedes Jahr im Dezember für maximal vier Wochen zusammentrat, nahm danach die Aufgabe der Legislative wahr, während der von einem Präsidenten geleitete Senat die Exekutive darstellte. Die Abgeordnetenversammlung bestand aus den Deputierten der Gemeinden, die jeweils einen Abgeordneten wählten, drei Senatoren, drei Prälaten des Domkapitels, drei Doktoren der Fakultäten der Universität Krakau, sowie sechs Billigkeitsrichtern. Sie wählte die Senatoren und Richter, beschloss Gesetze und das Budget. Der Senat setzte sich aus zwölf Senatoren und einem Präsidenten zusammen. Der Präsident und acht Senatoren wurden von der Abgeordnetenversammlung gewählt, und jeweils zwei weitere vom Domkapitel und der Universität. Sechs der erstgenannten Senatoren, sowie jeweils einer der zweit- und drittgenannten wurden auf Lebensdauer gewählt, der Präsident auf fünf Jahre (mit Recht der Wiederwahl) und die übrigen vier Senatoren für jeweils ein Jahr.
Die Justiz bestand aus einem Gerichtshof erster Instanz und einem Appellationsgerichtshof. Das Rechtssystem basierte auf Napoleons Code civil sowie auf französischem Handels- und Strafrecht. Gerichtsverfahren waren öffentlich, in Strafverfahren wirkten nach französischem Vorbild Geschworene bei der Entscheidungsfindung mit. Amtssprache war Polnisch. 1836 wurden per Edikt neue Maße eingeführt (vgl. alte polnische Maße und Gewichte).
Die Republik war eine zollfreie Zone mit Handelsbeziehungen nach Russland, Preußen und Österreich, was die Stadt zum wichtigen, wohlhabenden Handelsort der mittel- und osteuropäischen Länder machte. Die Industrialisierung entwickelte sich im westlichen Teil der Republik um die Orte Jaworzno, Trzebinia, Chrzanów und Libiąż, die später als Zagłębie Krakowskie (dt. Krakauer Bergbaurevier) zusammengefasst wurden, aber nicht so stark wie in Oberschlesien. Bis 1843 stieg die Bevölkerungszahl auf etwa 143.000, davon waren etwa 85 Prozent Polen katholischer Glaubenszugehörigkeit, ansonsten mehrheitlich Juden. Die Jagiellonen-Universität hatte das Privileg, Studenten aus allen drei Ländern annehmen zu dürfen.
Während des Novemberaufstandes 1830/1831 war Krakau ein Stützpunkt des Waffenschmuggels in das vom Zaren regierte Kongresspolen. Nach dem Sieg über die Aufständischen wurde die Autonomie der Freien Stadt eingeschränkt. So bedurfte die Wahl des Senatspräsidenten seit 1833 der Zustimmung der drei Schutzmächte, zugleich wurde die Krakauer Polizei österreichischer Leitung unterstellt. Von 1836 bis 1841 war Krakau durch österreichische, russische und preußische Truppen besetzt. Der Senat wurde den Weisungen der drei Mächte unterworfen, die selbständige Gerichtsbarkeit der Stadt in politischen Angelegenheiten weitgehend abgeschafft. Nach einem erfolglosen Aufstand dagegen wurde Krakau am 16. November 1846 durch Österreich besetzt und als Großherzogtum Krakau in das österreichische Kronland Galizien eingegliedert.

## Präsidenten
- 1815–1831: Stanisław Wodzicki
- 1827: Józef Nikorowicz (nach Annullierung seiner Wahl wurde Wodzicki erneut eingesetzt)
- 1831–1833: monatlich wechselnde Mitglieder des Senats
- 1833–1836: Kasper Wielogłowski
- 1836–1839: Józef Haller
- 1839–1841: monatlich wechselnde Mitglieder des Senats
- 1841–1846: Johann Baptist Schindler